# Ricuí de Verdun
Ricuí (+ 923) fou el primer comte conegut de Verdun.
No se sap gairebé res d'aquest comte, excepte que vers el 922 es va casar en segones noces amb Cunegunda de França, qui al seu torn havia enviudat (919) de Wigeric de Bidgau, però va morir al cap d'un mesos i no hauria deixat successió d'aquest matrimoni. El 14 de març del 923 va morir a mans de Bosó I el fill de Ricard el Justicier de Borgonya, va matar Ricuí, que estava malalt al llit, en intentar apoderar-se del seu comtat però es va haver d'enfrontar amb Otó, fill d'un primer matrimoni de Ricuí (de la mare no se'n sap el nom), qui el 940 fou elevat a duc de Lotaríngia.